# René Harvent
 (janvier 2022).
René Harvent est un sculpteur et médailleur belge, né à Mons le 9 juillet 1925 et mort en cette ville le 5 août 2004. Il est récipiendaire du prix Victor Tourneur.

## Biographie
René Harvent, né à Mons le 9 juillet 1925, est le fils de Marcel Harvent, sergent au service auxiliaire, et de Marthe André, employée. 
Ses premières expériences artistiques sont une visite en 1932 de l'exposition des travaux des élèves de l’École des arts et métiers de l'abbaye de Maredsous, la fréquentation d'antiquaires montois et des séjours en France. Ceux-ci l'amènent progressivement à envisager une carrière artistique. La rencontre du peintre paysagiste Fernand Gommaerts mais surtout la rencontre de Jean Delville jouent un rôle déterminant dans son développement artistique. Recommandé par Delville, il est admis par le peintre Louis Buisseret à l'Académie royale des Beaux-Arts de Mons. Il y rencontrera Paul Cuvelier et pourra compter sur l'expérience de Robert Delnest.
Ses premières créations datent des années d'après-guerre et comptent plusieurs bustes. Ceux-ci furent suivis de grands nus, dont notamment « La belle Plébéienne ». Les premières médailles suivirent peu après. En 1948, René Harvent remporte le concours proposé par la ville de Binche pour commémorer les 500 ans de la joyeuse entrée de Marie de Bourgogne.
En 1949, sa sculpture « Nora, la belle Plébéienne » obtint le Prix du Hainaut, puis en 1955 le Prix National de la sculpture de Plein Air.
Au milieu des années 1950, René Harvent reçut des commissions pour orner des bâtiments publics : un saint Matthieu pour l'église Saint-Christophe de Charleroi, puis un travail monumental représentant « Le Houilleur» et « Le Carrier » pour la façade du palais provincial du Hainaut à Mons.
En 1956, à la suite d'un concours organisé par la commune de Schaerbeek, il exécuta la sculpture qui orne le hall des piscines du Bassin de natation du Neptunium, représentant une otarie.
En 1968, René Harvent fit la connaissance de Danièle Debay. Celle-ci sera sa muse pour de nombreuses sculptures, reprises par Guy Donnay sous la terminologie de « Généalogie des Danièle ». Danièle Debay entama en parallèle et sous sa direction une carrière propre en tant que médailleur. René Harvent obtint le prix Victor Tourneur de l'Académie royale de Belgique, prix décennal de l'art de la médaille, en 1963 et 1973. Danièle Debay obtient le prix en 1983, 1993 et 2003. La médaille primée en 1963, de format carré, était consacrée à la "Promotion du Travail", celle primée en 1973 était une médaille d'hommage pour le professeur  J. P. M. Appelmans.

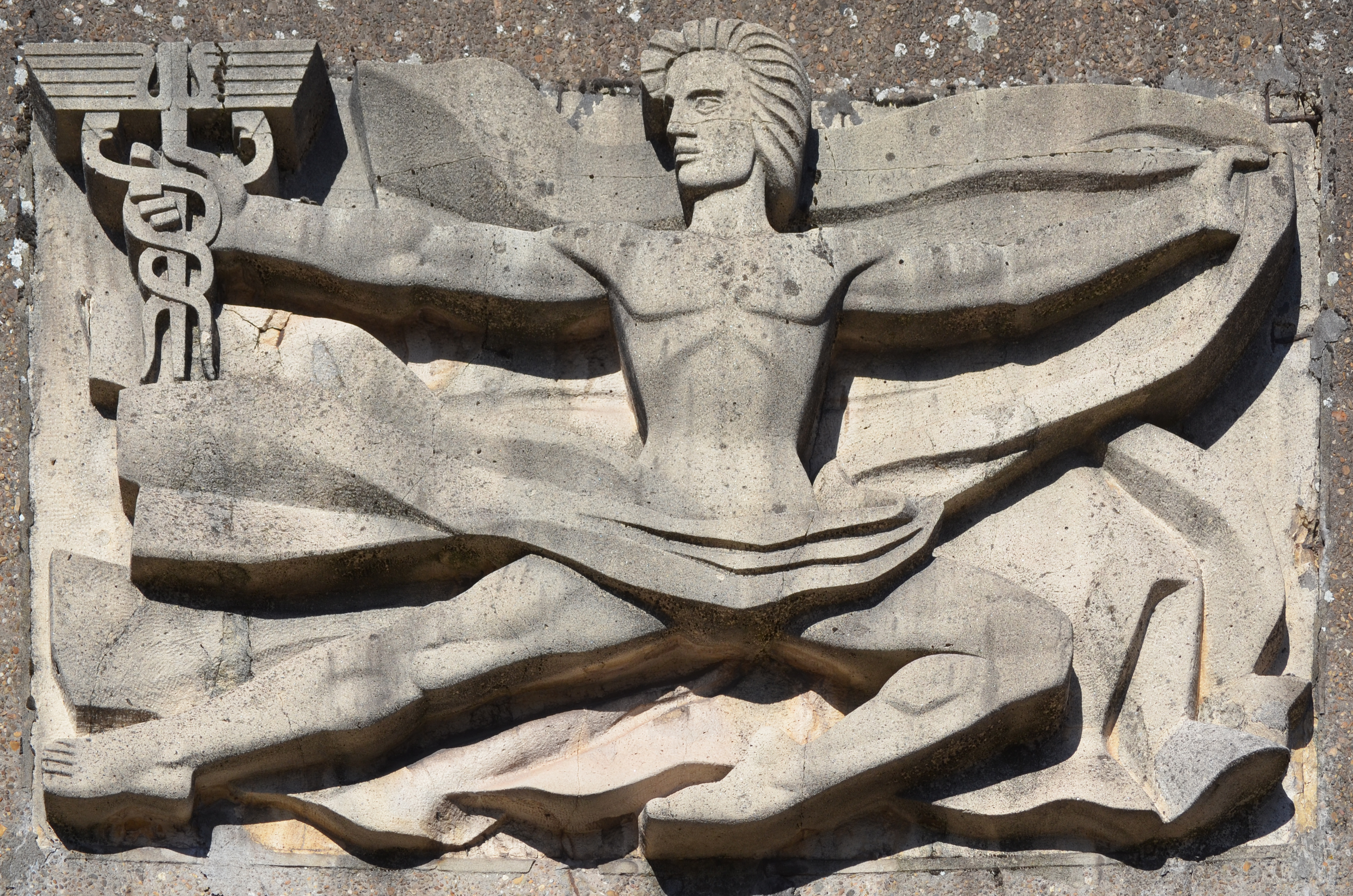
Mercure, bas-relief au palais des Expositions de Charleroi (1953).
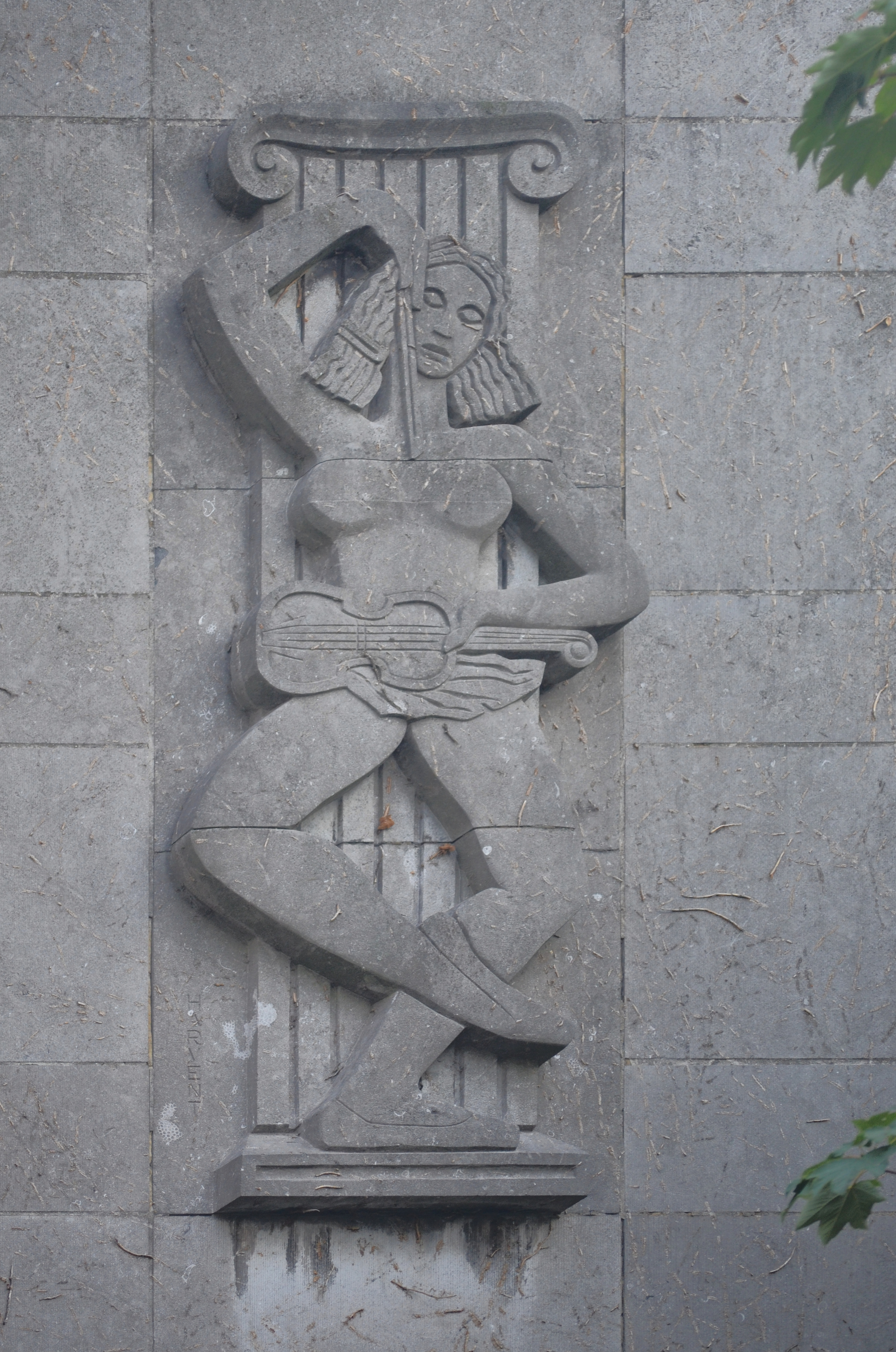
Bas relief sur la façade du conservatoire Arthur Grumiaux à Charleroi.
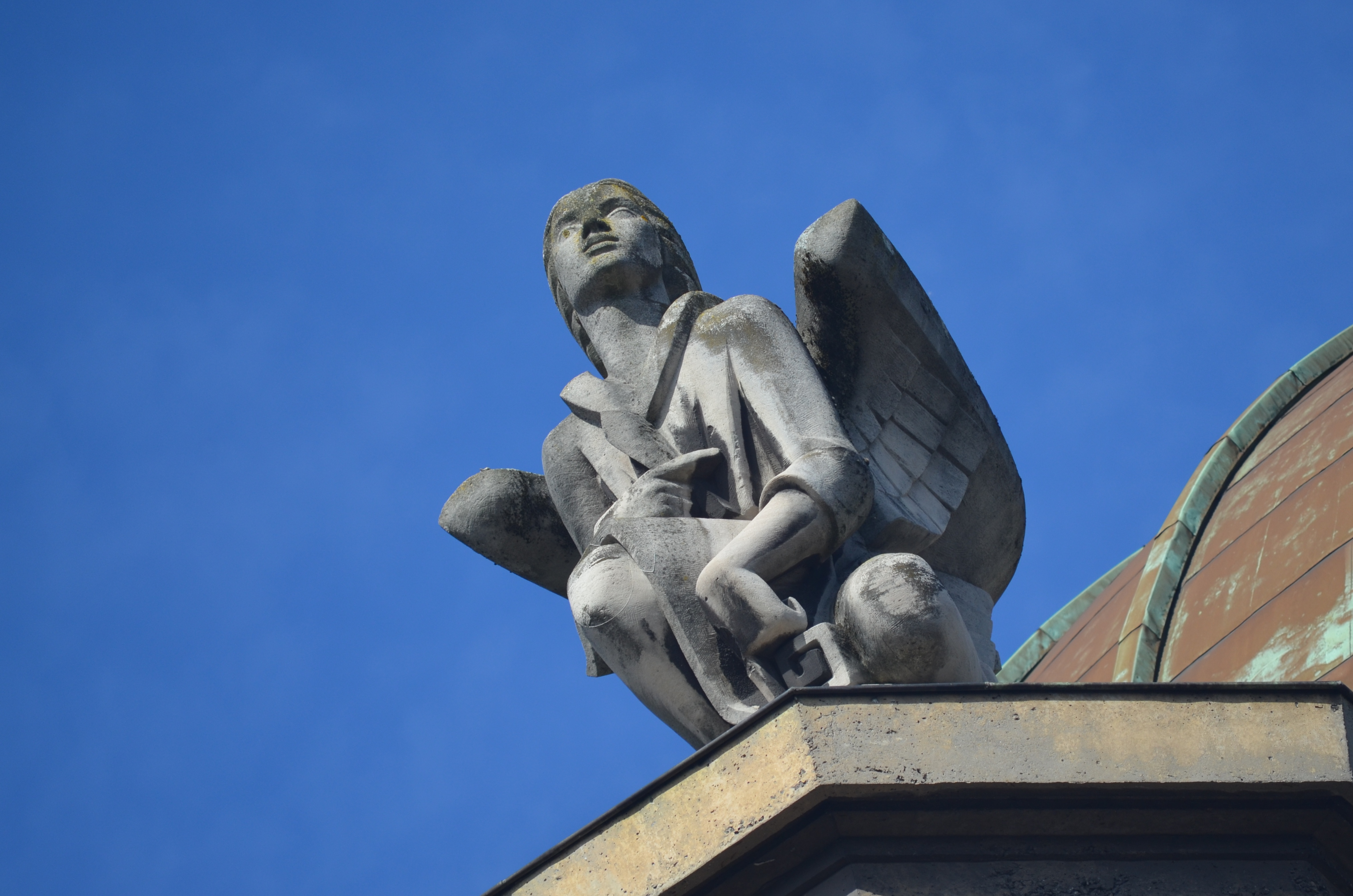
Saint Mathieu, œuvre monumentale à l'église Saint-Christophe de Charleroi, 1958.

## Prix
- Prix du Hainaut en 1949[3]
- Prix National de la sculpture de Plein Air en 1955[3]
- Prix Victor Tourneur en 1963[6]  et 1973[3].

## Expositions
René Harvent, salle Saint-Georges Grand'Place Mons, 3-24 décembre 1988